# Agnes Wolbert
Agnes Geziena Wolbert (Oldenzaal, 20 augustus 1958) is een Nederlands voormalig politica. Zij was namens de Partij van de Arbeid van 30 november 2006 tot 23 maart 2017 lid van de Tweede Kamer.

## Loopbaan en studie
Wolbert studeerde orthopedagogiek aan de Rijksuniversiteit Groningen. Ze werkte vervolgens als wetenschappelijk medewerker aan die universiteit en als docent aan de Hogeschool Midden Nederland. Later was ze werkzaam als gedragswetenschapper bij de Jeugdzorg Groningen, laatstelijk als voorzitter van de raad van bestuur.
In 1995 werd ze lid van de PvdA. Bij de Tweede Kamerverkiezingen 2006 werd Wolbert gekozen als lid van het parlement. Wolbert was vanaf 2006 woordvoerder Wmo en AWBZ. In 2012 werd ze opnieuw woordvoerder Zorg, maar nu voor de eerstelijns gezondheidszorg inclusief wijkverpleging, preventie en tegengaan van gezondheidsverschillen. Tevens voerde Wolbert het woord over de medisch-ethische onderwerpen, Veiligheidsregio's, brandweerzorg en rampenbestrijding.
Ze was voorzitter van de vaste Kamercommissies voor Binnenlandse Zaken en OCW. Ze was lid van de Parlementaire Contactgroep Duitsland en bestuurslid van de Interparlementaire Unie, de wereldorganisatie van de nationale parlementen.
Sinds 2017 is Agnes Wolbert directeur van de NVVE.
- Parlement.com: vhekc59k42zq